# Dictionary of Greek and Roman Biography and Mythology
Il Dictionary of Greek and Roman Biography and Mythology ("Dizionario di biografia e mitologia greca e romana") è un dizionario biografico e storico-mitologico in lingua inglese sulla cultura classica greca e latina, compilato da William Smith in 3 volumi e pubblicato per la prima volta a Londra da Taylor, Walton & Maberly e da John Murray dal 1844 al 1849.

## Caratteristiche
L'opera annovera 35 autori, oltre al curatore che è anche autore di alcuni articoli. Gli autori sono studiosi classici, provenienti perlopiù da Oxford, Cambridge, dalla Rugby School e dall'Università di Bonn. Molte voci mitologiche furono scritte dal tedesco espatriato Leonhard Schmitz, che contribuì a diffondere gli studi classici tedeschi in Gran Bretagna.
Per quanto riguarda le biografie, Smith scrive:
(William Smith, Prefazione)
Molti articoli sono riportati in opere più recenti e Robert Graves è stato accusato di aver tratto senza troppi riguardi o verifiche informazioni dal Dizionario di Smith per la redazione della sua celebre opera I miti greci. Il dizionario è ormai di dominio pubblico ed è disponibile in diversi siti su Internet. Se da una parte rimane ancora ampiamente accurato (soltanto raramente il testo antico citato è stato alterato), dall'altra è ormai superato, soprattutto a causa delle scoperte successive (come ad esempio La Costituzione degli Ateniesi di Aristotele, o la decifrazione della Lineare B) e dei ritrovamenti epigrafici e papirologici; inoltre, il contesto nel quale vengono valutate le antiche testimonianze è spesso cambiato nel corso di un secolo e mezzo.

## Lista degli autori
| A | Alexander Allen (A. A.) Charles Thomas Arnold (C. T. A.)                                                                                                  |
| B | John Ernest Bode (J. E. B.) Christian August Brandis (Ch. A. B.) Edward Herbert Bunbury (E. H. B.)                                                        |
| C | Albany James Christie (A. J. C.) Arthur Hugh Clough (A. H. C.) George Edward Lynch Cotton (G. E. L. C.)                                                   |
| D | Samuel Davidson (S. D.) William Fishburn Donkin (W. F. D.) William Bodham Donne (W. B. D.) Thomas Henry Dyer (T. D.)                                      |
| E | Edward Elder (E. E.) |
| G | John Thomas Graves (J. T. G.) William Alexander Greenhill (W. A. G.) Algernon Sidney Grenfell (A. G.) William Maxwell Gunn (W. M. G.)                     |
| I | Wilhelm Ihne (W. I.) |
| J | Benjamin Jowett (B. J.) |
| L | Henry George Liddell (H. G. L.) George Long (G. L.) |
| M | John Morell Mackenzie (J. M. M.) Charles Peter Mason (C. P. M.) Joseph Calrow Means (J. C. M.) Henry Hart Milman (H. H. M.) Augustus De Morgan (A. de M.) |
| P | Wilhelm Heinrich Franz Plate (W. P.) Constantine Estlin Prichard (C. E. P.)                                                                               |
| R | William Ramsay (W. R.) |
| S | Leonhard Schmitz (L. S.) Philip Smith (P. S.) Arthur Penrhyn Stanley (A. P. S.) Adolf Stahr (A. S.)                                                       |
| U | Karl Ludwig von Urlichs (L. U.) |
| W | Robert Whiston (R. W.) |

## Edizioni
- Dictionary of Greek and Roman Biography and Mythology, 3 voll. (I; II; III), London, Taylor and Walton (and Maberly) – John Murray, 1844-1849.